# Sesostrie Youchigant
El cap Sesostrie Youchigant († 6 desembre 1948) fou el darrer parlant nadiu de la llengua tunica. Va treballar amb la lingüista Mary Rosamund Haas a descriure el que ell recordava de la llengua, i la descripció fou publicada com a A Grammar of the Tunica Language el 1939.